# Boea hians
Boea hians là một loài thực vật có hoa trong họ Tai voi. Loài này được Burkill mô tả khoa học đầu tiên năm 1901.